# Mądrość krokodyli
Mądrość krokodyli (tytuł oryginalny The Wisdom of Crocodiles)
– film fabularny (thriller) z 1998 roku w reżyserii Po-Chih Leonga z Jude'em Law w głównej roli przystojnego krwiopijcy.
Film pojawił się na DVD w USA pt. Immortality.

## Obsada
- Jude Law jako Steven Grlscz
- Elina Löwensohn jako Anne Labels
- Timothy Spall jako inspektor Healey
- Jack Davenport jako sierżant Roche
- Colin Salmon jako Martin